# Mattias Johansson (fotbollsspelare född 1992)

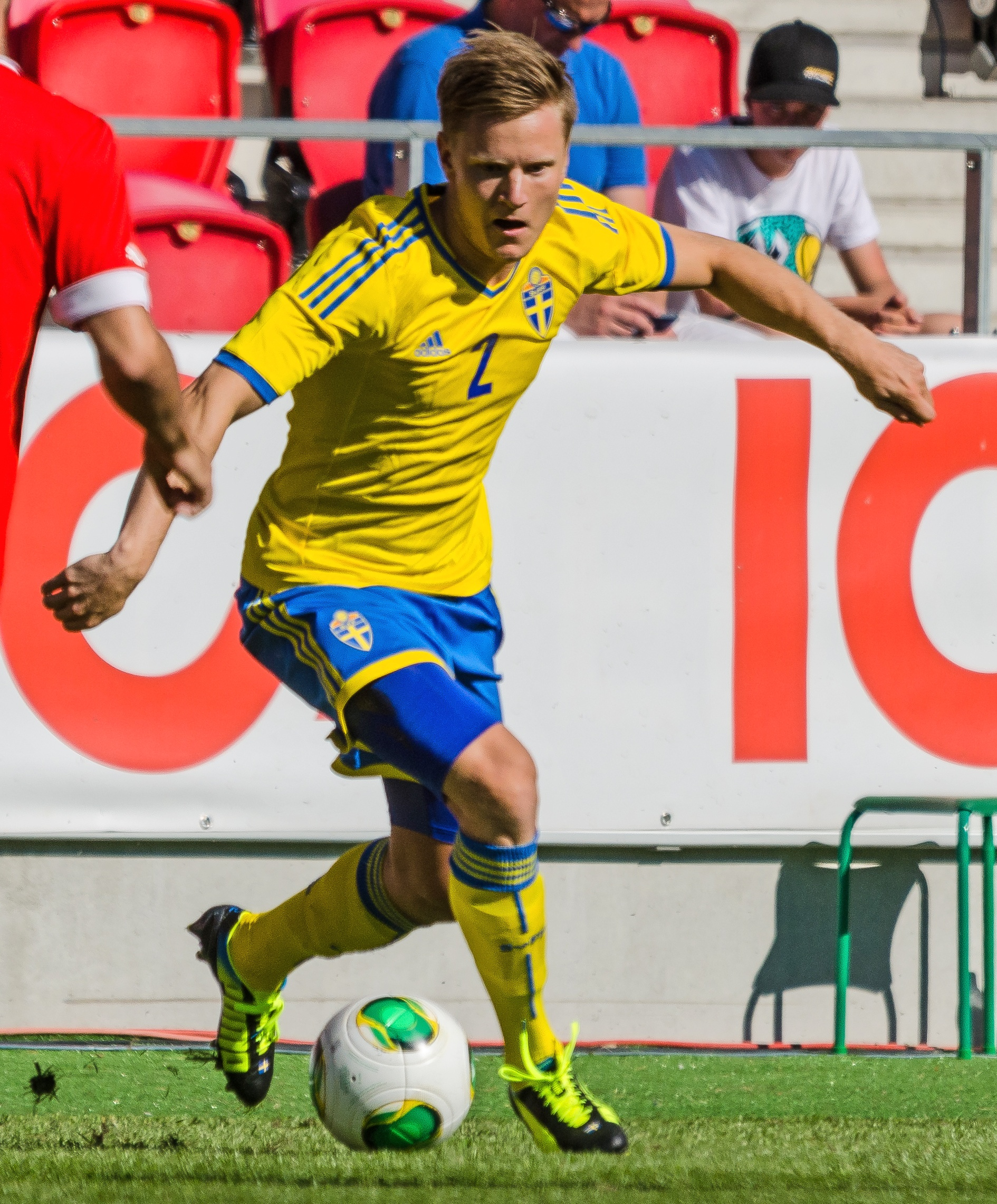
Mattias Johansson i det svenska U21-landslagets 3-2 seger mot Schweiz i en träninglandskamp på Myresjöhus Arena i Växjö, 6/6 2013.

Mattias Johansson, född 16 februari 1992 i Jönköping, är en svensk fotbollsspelare (försvarare) som spelar för AEL 1964.
Johansson gjorde som junior en rad ungdomslandskamper för Sverige och sedan landslagsdebuten på seniornivå 2014 har han också ett antal A-landskamper på sitt cv.

## Klubblagskarriär

### Rekordtidig Allsvensk debut
Johansson, som egentligen var inskriven i KFF:s "spetsgrupp" (lovande spelare på tur upp till A-laget), fick under hösten 2009 oväntat chansen i Kalmars A-lag. Som högerback fick han starta i tre matcher och hoppa in i ytterligare en. Uppgiften löste han med bravur och under säsongen 2010 (med ett nypåskrivet 4-årskontrakt) tog Johansson ytterligare steg i sin utveckling och var under halva säsongen förstavalet på högerbacksplatsen.

### Spel ute i Europa
Säsongen 2011 var Johansson given som startspelare i Kalmar och fick nu också debutera i Sveriges U21-landslag. Under sommarens transferfönster försökte sedan holländska AZ Alkmaar sig på att värva över den lovande, tufft spelande försvararen. Kalmar FF nekade dock alla bud och Johansson blev, till sin egen besvikelse, kvar i Kalmar säsongen ut. I oktober 2011 kom nya uppgifter om att Kalmar och Alkmaar till sist ändå skulle ha närmat sig en lösning, vilket dementerades i november. I januari 2012 stod det till sist ändå klart att Johansson skrivit på ett kontrakt på 4 ½ år med den holländska klubben och att han tämligen omgående lämnade Kalmar för att ansluta till sitt nya lag.

### Panathinaikos
I augusti 2017 skrev Johansson på ett treårskontrakt med den grekiska klubben Panathinaikos på fri transfer efter fem år i nederländska AZ Alkmaar.

### Gençlerbirliği
I augusti 2020 värvades Johansson av turkiska Gençlerbirliği, där han skrev på ett tvåårskontrakt.

### Legia Warszawa
Den 21 juni 2021 värvades Johansson av polska Legia Warszawa, där han skrev på ett tvåårskontrakt.

### IFK Göteborg
Den 27 mars 2024 skrev Johansson på ett kontrakt fram till sommaren med IFK Göteborg.

## Landslagskarriär
Under 2014 blev Johansson för första gången uttagen till A-landslaget; detta till matcherna mot Danmark och Belgien den 28 maj respektive 1 juni 2014.

## Seriematcher och mål
- Panathinaikos FC 2019-20: 23 / 0
- Panathinaikos FC 2018-19: 19 / 4
- Panathinaikos FC 2017-18: 21 / 1
- AZ Alkmaar 2016-17: 25 / 0
- AZ Alkmaar 2015-16: 26 / 1
- AZ Alkmaar 2014-15: 31 / 1
- AZ Alkmaar 2013-14: 31 / 4
- AZ Alkmaar 2012-13: 12 / 0
- AZ Alkmaar 2011-12: 4 / 0
- Kalmar FF  2011: 23 / 1
- Kalmar FF  2010: 13 / 0
- Kalmar FF  2009: 4 / 0

## Meriter

### Klubblag
- KNVB cup med AZ 2013

### Individuellt
- Smålands bästa fotbollsspelare 2011[8]

### Webbkällor
- Mattias Johansson på Svenska Fotbollförbundets webbplats
- Mattias Johansson på Soccerway (engelska)
- Mattias Johansson på transfermarkt.co.uk
- Johansson på AZ Alkmaars officiella hemsida